# Полушкино (городской округ Ступино)
Полушкино — деревня в городском округе Ступино Московской области. Ранее входила в состав Семёновского сельского поселения (до 2006 года входила в Семёновский сельский округ). На 2015 год Полушкино, фактически, дачный посёлок: при 6 жителях в деревне 2 улицы и 57 садовых товариществ.

## Население
| 2002 | 2006 | 2010 |
| ---- | ---- | ---- |
| 10   | ↘0   | ↗6   |

Полушкино расположено на северо-западе района, у границы с городским округом Домодедово, на суходоле, высота центра деревни над уровнем моря — 184 м. Ближайшие населённые пункты: Михайловское городского округа Домодедово — примерно в 1,5 км на северо-восток и Сумароково — примерно в 2 км на юг.